# Радошин (Україна)
Ра́дошин — село в Україні, у Голобській селищній громаді Ковельського району Волинської області. Населення становить 500 осіб.

## Історія
Станом на 1885 рік у колишньому власницькому селі Мельницької волості Ковельського повіту Волинської губернії мешкало 384 особи, налічувалось 62 дворових господарства, існували православна церква, постоялий будинок і вітряний млин.

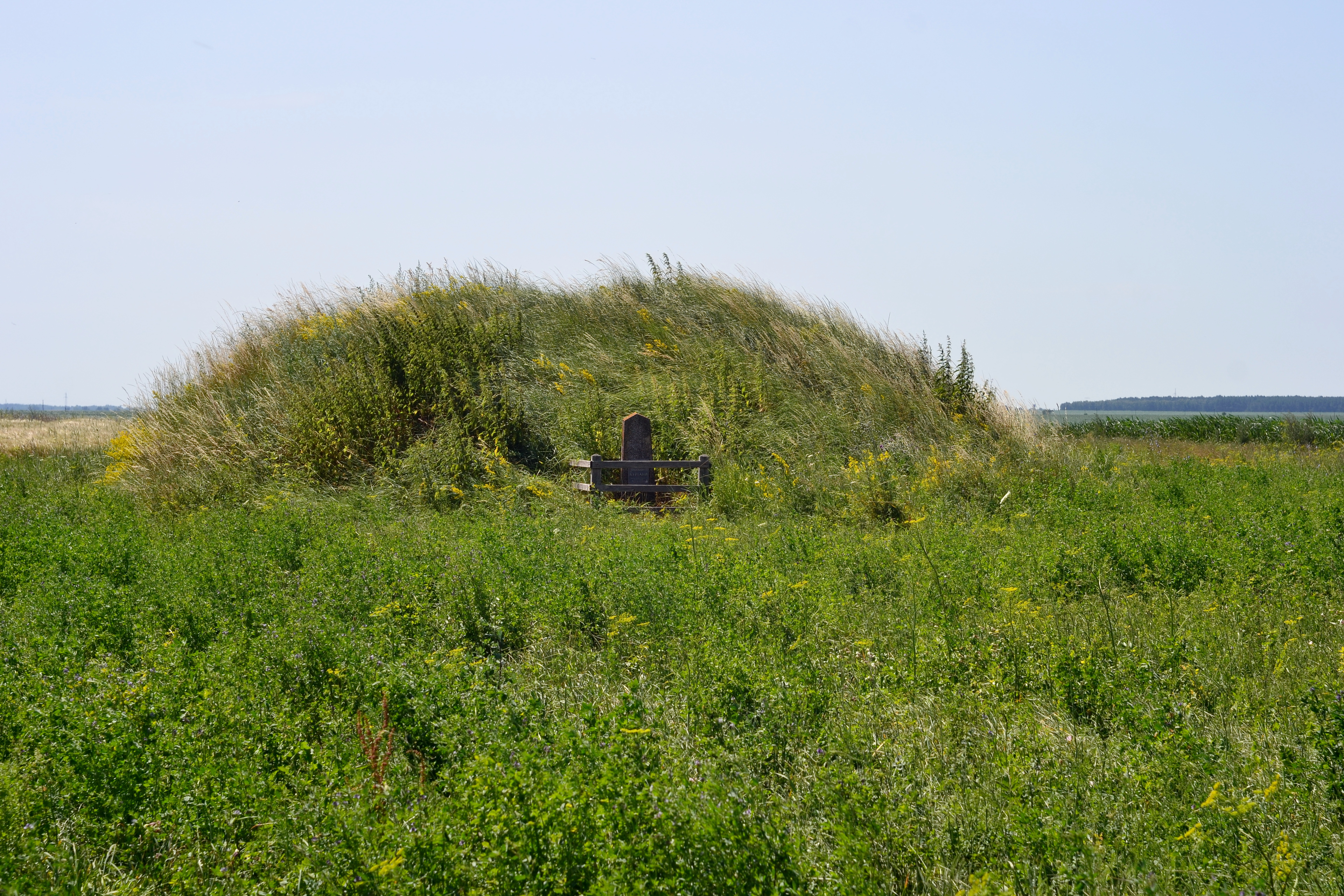
Курган X—XIII ст. (за 0,3 км на південь від села, біля дороги)

За переписом 1897 року кількість мешканців зросла до 616 осіб (315 чоловічої статі та 301 — жіночої), з яких 584 — православної віри.
1906 року село відносилось до Голобської волості, кількість дворів зросла до 88, а мешканців зменшилося до 601.
23 вересня 1939 року коло села радянською 87-ю стрілецькою дивізією був оточений польський полк КОР «Глибоке», який після втечі командира полку полковника Зайончковського капітулював.
У січні 2019 року парафія УПЦ МП перейшла до Помісної Церкви України.

## Населення
Згідно з переписом УРСР 1989 року чисельність наявного населення села становила 530 осіб, з яких 248 чоловіків та 282 жінки.
За переписом населення України 2001 року в селі мешкали 494 особи.

### Мова
Розподіл населення за рідною мовою за даними перепису 2001 року:
| Мова       | Відсоток |
| ---------- | -------- |
| Українська | 99,00 %  |
| Російська  | 1,00 %   |